# Canoa (pel·lícula)
Canoa: memoria de un hecho vergonzoso és una pel·lícula mexicana dramàtica, realitzada en 1975 i dirigida per Felipe Cazals. Està basada en una tragèdia ocorreguda el 14 de setembre de 1968 al poblat de San Miguel Canoa a l'estat de Puebla.

## Canoa,El apandoiLas poquianchis
Durant 1975 i 1976 el director Felipe Cazals va decidir realitzar pel·lícules basades en fets reals, específicament enfocant-se en tragèdies rurals. Així es té aquesta pel·lícula, Canoa o les altres dues que conformen aquesta trilogia:
- El apando, La cinta es desenvolupa a l'interior del "Palacio Negro" o Penal de Lecumberri, en el qual tres drogoaddictes: "El Carajo", repulsiu i borni (interpretat per José Carlos Ruiz), Albino (Salvador Sánchez) i Polonio (Manuel Ojeda), aprofiten la feblesa d'"El Carajo" per les drogues per a convèncer-lo que sigui la seva mare qui les introdueixi al penal.

- Las poquianchis, que descriu la manera de viure d'unes germanes que durant la primera meitat del segle segrestaven i obligaven a prostituir-se a diverses dones, arribant a castigar-les fins al grau de matar-les.

Aquesta tríada de pel·lícules van trencar el pla de la concepció cinematogràfica que regnava llavors a l'esfera social i cultural mexicana, on es tractava de dibuixar un Mèxic gairebé de somni que distava molt de la realitat tant urbana com rural.
Diversos dels actors apareixen en més d'una de les pel·lícules, però els únics que tenen participació en les tres són Salvador Sánchez i Manuel Ojeda.

## Sinopsi
Cinc joves treballadors de la Benemèrita Universitat Autònoma de Puebla es dirigeixen a escalar el volcà La Malinche, però a causa del mal temps no tenen èxit i han de refugiar-se en un poble pròxim anomenat San Miguel Canoa (d'allí el nom de la pel·lícula). A causa de la paranoia religiosa viscuda al poble en gran manera incitada pel rector local, el poble els confon amb comunistes i decideixen linxar-los. La història és contada a través de diferents salts en el temps, fent que a vegades el film s'assembli a un documental.
En la primera part un periodista a la ciutat de Mèxic rep el cable des de Puebla de la tragèdia succeïda en la matinada del 15 de setembre de 1968, en el qual des de Puebla li donen a conèixer la versió que els joves empleats que van ser linxats pretenien hissar una bandera roja i negra a l'església, al que el periodista reacciona aprovant el linxament. Posteriorment, apareix el sepeli dins de l'Edifici Carolino a la ciutat de Puebla en total silenci, i després s'observa l'enterrament dels joves enmig de la protesta popular; en passar per la Catedral de Puebla, el festeig fúnebre es creua amb la desfilada del Dia de la Independència de Mèxic del 16 de setembre de 1968, a uns quants dies de la Matança de Tlatelolco, estant en el seu apogeu el moviment estudiantil. Posteriorment, es realitza la presentació de la pel·lícula enmig d'imatges verídiques dels cossos sense vida dels estudiants a Canoa, envoltats per militars i gent del poble hores després d'ocorregut el linxament.

## Localitzacions
A causa de la proximitat entre la Ciutat de Mèxic i el lloc on van ocórrer els fets, Felipe Cazals va poder utilitzar els llocs reals on va succeir la tragèdia. Així es té que va utilitzar les següents locacions durant la filmació de Canoa:
- Faldilles de la Malinche, Pobla, Mèxic.
- Puebla, Puebla, Mèxic.
- San Miguel Canoa, Puebla, Mèxic.
- Santa Rita Tlahuapan, Puebla, Mèxic.

## Repartiment
- Arturo Alegro — Ramón Calvario Gutiérrez
- Roberto Sosa Sr. — Julián González Baez
- Carlos Chávez — Miguel Flores Cruz
- Gerardo Vigil — Jesús Carrillo Sánchez
- Jaime Garza — Roberto Rojano Aguirre
- Sergio Calderón — President municipal
- Salvador Sánchez — El testimoni
- Ernesto Gómez Cruz — Lucas
- Enrique Lucero — Cura Enrique Meza
- Juan Ángel Martínez — El comissari
- Gastón Melo — El sagristà
- Alicia del Lago — L'esposa de Lucas

## Comentaris
Aquest film ocupa el lloc 14 dins de la llista de les 100 millors pel·lícules del cinema mexicà, segons l'opinió de 25 crítics i especialistes del cinema a Mèxic, publicada per la revista Somos el juliol de 1994.

## Premis i reconeixements
- En 1976 Felipe Cazals va guanyar l' Os de Plata de Berlín del Premi especial del jurat.
- En 1976 Felipe Cazals va estar nominat al Os d'Or del 26è Festival Internacional de Cinema de Berlín, que en aquest any va guanyar Buffalo Bill and the Indians, or Sitting Bull's History Lesson dirigida per Robert Altman i protagonitzada per Paul Newman
- En 1976 Felipe Cazals va estar nominat al Ariel d'Or per l'Acadèmia Mexicana d'Arts i Ciències Cinematogràfiques.
- En 2017 es va presentar la versió digitalment restaurada de pel·lícula al 67è Festival Internacional de Cinema de Berlín